# Heilig Kruiskapel (Neerwinden)

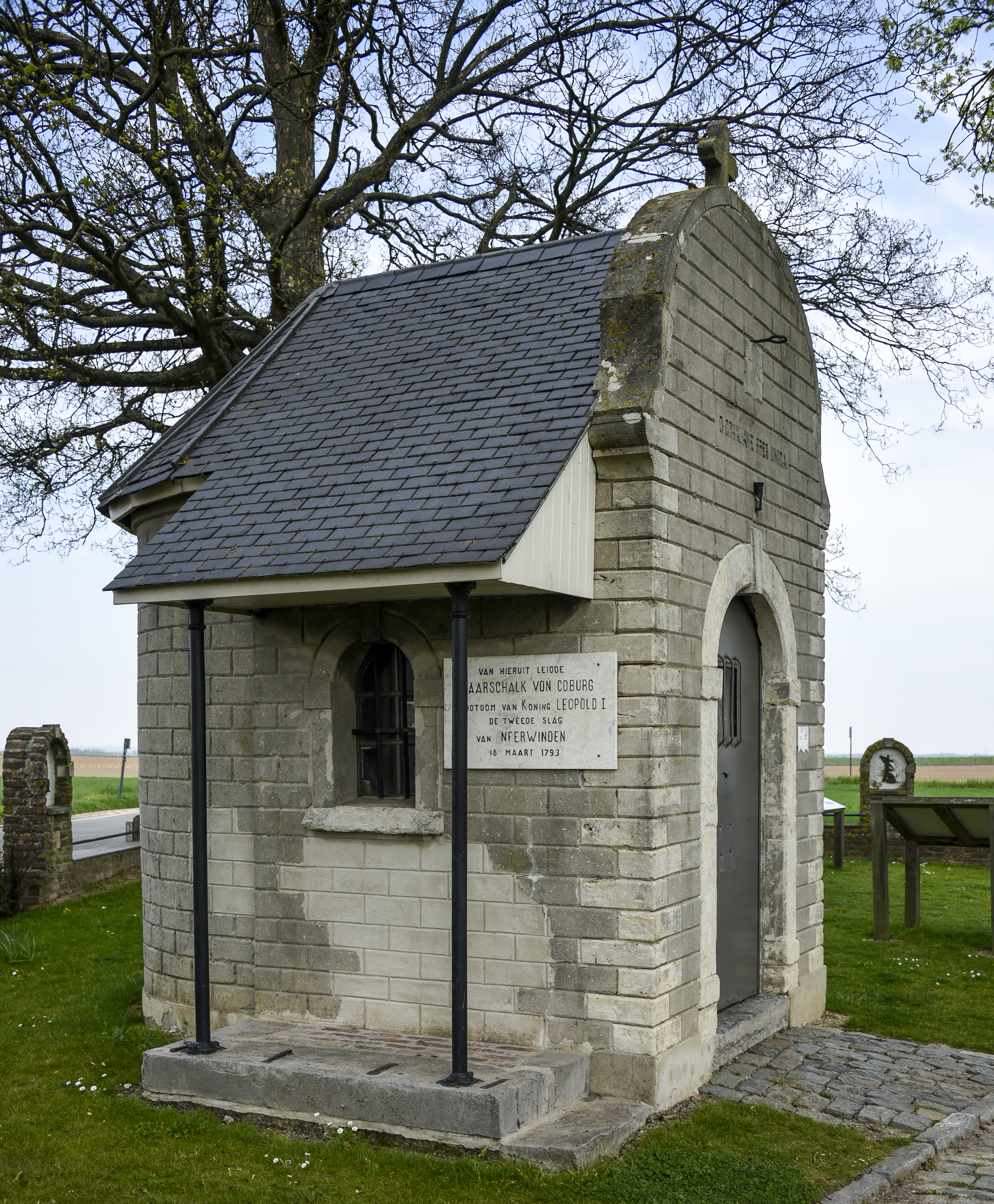
Heilig Kruiskapel

De Heilig Kruiskapel is een kapel in de tot de Vlaams-Brabantse gemeente Landen behorende plaats Neerwinden, gelegen aan de Kruiskensstraat.

## Geschiedenis

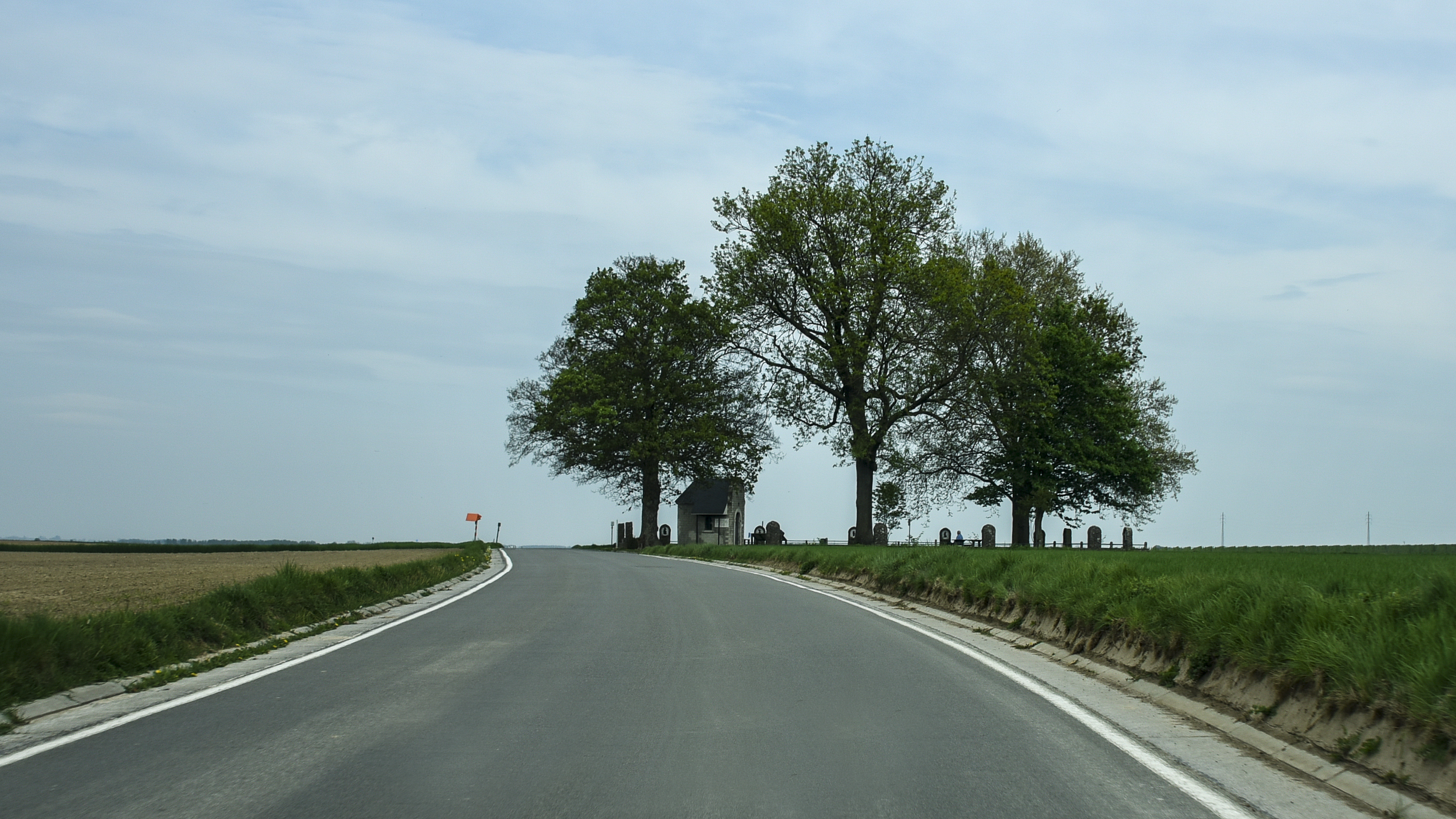
Heilig Kruiskapel

Al in de 14e eeuw zou een kapel op deze plaats zijn vermeld. Aanleiding tot de stichting was de vondst van een houten kruisbeeld. Het was een locatie waar gevechten plaats vonden bij zowel de slag bij Neerwinden van 1693 als de slag bij Neerwinden van 1793. Frederik Jozias van Saksen-Coburg-Saalfeld, bevelhebber van de geallieerden, leidde in 1793 vanaf deze plek zijn leger.
De huidige kapel is van baksteen met zandstenen sierelementen. Hij werd herbouwd in 1899 maar heeft een gevelsteen met het jaartal 1780. Ook draagt de kapel een inscriptie met de tekst:
O Crux, Ave, Spes Unica (Heil aan het kruis, onze enige hoop).
De kapel heeft een klokgevel. Hij staat op een hoogte, omgeven door een drietal forse bomen, en wordt omringd door een ommegang met veertien pijlerkapelletjes.